# Смоленский, Георгий Анатольевич
Георгий Анатольевич Смоле́нский (1910—1986) — советский физик, член-корреспондент АН СССР (1970), лауреат Сталинской премии (1952).

## Биография
Родился 10 (23 июня) 1910 года в Ялте.
С 1938 года по окончании ЛПИ имени М. И. Калинина работал в отраслевых НИИ. С 1956 года — в Институте полупроводников АН СССР, 1972—1980 — в ФТИ им. А. Ф. Иоффе АН СССР.
Работы в области физики твердого тела, в частности физики сегнетоэлектриков, диэлектриков и магнитных полупроводников. Разработал критерий возникновения спонтанной электрической поляризации в диэлектриках, на основе которого открыл и исследовал ряд новых классов сегнетоэлектрических кристаллов, в том числе сегнетоэлектриков-ферромагнетиков, обладающих одновременно электрическим и магнитным упорядочением, сегнетоэлектриков с размытым фазовым переходом.
Создал новые магнитоупорядоченные полупроводники — ферриты с уникальными свойствами, сформулировал критерий получения ферритов с высокой магнитной проницаемостью, заложив основы промышленного производства ферритов в СССР. Открыл аномально большое двупреломление в магнитных кристаллах, явление долговременной памяти в пьезодиэлектриках, индуцированный ферримагнетизм.
На домах, где жил и работал Смоленский, установлены мемориальные доски. Умер 20 ноября 1986 года. Похоронен в Ленинграде на Ковалёвском кладбище.

## Награды и премии
- Два ордена Трудового Красного Знамени (в том числе 20.06.1980[1])
- Сталинская премия третьей степени (1952) — за исследования физических и химических свойств сегнетоэлектриков и ферритов, изложенные в серии статей, опубликованных в журналах: «Доклады Академии наук», «Журнал экспериментальной и теоретической физики», «Коллоидный журнал» (1949—1951).

## Знаменитые ученики
- Плахтий В. П.